# Шолтес, Степан Золтанович
Степан Золтанович Шолтес (род. 26 мая 1944, Ужгород) — советский и украинский архитектор и художник, член Национального союза архитекторов Украины (1969), заслуженный художник Украины (2006), народный художник Украины (2017).

## Биография
В 1960 году окончил художественную студию Золтана Бакония.
С 1964 года работал в области монументального искусства. В 1967 году окончил с отличием обучение в Киевском государственном художественном институте, факультет архитектуры.
С 1972 года начал участвовать в выставках, экспонировался в Германии, Словакии, США, Франции, Чехии.
Любимыми методами работы являются акварель, графика, масло, пастель.
С 1991 года возглавляет Объединение профессиональных художников Ужгорода, является одним из его учредителей.
Был депутатом и председателем земельной комиссии Ужгородского горсовета.
Его отец, Золтан Шолтес, известный художник-самоучка и священник (1909—1990).